# Allison Mack
Pour les articles homonymes, voir Mack.
Allison Mack est une actrice américaine née le 29 juillet 1982 à Preetz, en Allemagne de l'Ouest.
Elle est notamment connue pour avoir incarné durant près de dix ans le personnage de Chloé Sullivan, dans la série Smallville. En 2021, elle est condamnée à trois ans de prison pour son rôle actif au sein de la secte américaine NXIVM.

## Biographie

### Enfance et formation
Allison Christin Mack est née à Preetz en Allemagne de parents américains, Mindy et Jonathan Mack. Son père était chanteur d'opéra. La famille Mack a emménagé aux États-Unis, en Californie, quand Allison avait deux ans. Elle a un grand frère et une petite sœur.
Elle a commencé à tourner dès l'âge de 4 ans dans diverses publicités et étudia le théâtre à l'espace des jeunes acteurs de Los Angeles lorsqu'elle avait sept ans. Elle s'est ensuite tournée vers le mannequinat[réf. souhaitée].

### Carrière
Sa première apparition remarquée à la télévision dans un épisode de la série Sept à la maison, dans lequel elle jouait une jeune adolescente qui se mutilait et se scarifiait. En 2000, elle a joué comme invitée dans la série Nightmare Room et a partagé l'affiche de la série Sexes Opposés.
Après quelques rôles dans plusieurs comédies et séries télévisées telles que Police Academy 6 ou Sexes opposés, elle intégra la distribution de la série Smallville en 2001. Ce rôle de Chloé Sullivan, incarné durant près de dix ans, la fit connaître du grand public.

### Affaire judiciaire
En novembre 2017, Allison Mack est accusée de faire partie de la secte NXIVM. Selon la justice américaine, elle en était la numéro deux, directement subordonnée au gourou Keith Raniere et chargée de recruter des femmes destinées à devenir des « esclaves sexuelles »,,.
Le 20 avril 2018, elle est arrêtée par la police de New York pour comparaître devant un tribunal pénal,. Plaidant non coupable de trafic sexuel et de travail forcé au moment de son arrestation,, elle est également accusée d'avoir contracté un mariage blanc avec Nicki Clyne pour l'aider à contourner les lois américaines sur l'immigration. Elle plaide finalement coupable en avril 2019 d'extorsion et d'association de malfaiteurs, deux chefs d'accusation pouvant déboucher sur des peines de vingt ans d'emprisonnement chacune,.
Le 30 juin 2021, le juge retenant sa contribution à l’enquête condamne Allison Mack à trois ans de prison et 20 000 $ d'amende,. Elle commence sa peine en septembre 2021 à l'institution correctionnelle fédérale de Dublin en Californie mais est libérée en 2023 avant de purger l'intégralité de sa peine de prison.

## Filmographie

### Cinéma
- 1989 : Police Academy 6 (Police Academy 6: City Under Siege) : Une petite fille dans le bus
- 1993 : Les Yeux de la nuit 3 (Night Eyes Three) : Natalie
- 1994 : J'ai hypnotisé papa (No Dessert, Dad, Till You Mow the Lawn) : Monica Cochran
- 1994 : Camp Nowhere : Heather
- 1997 : Chérie, nous avons été rétrécis (Honey, We Shrunk Ourselves) : Jenny Szalinski
- 2006 : Lucas, fourmi malgré lui (The Ant Bully) : Tiffany Nickle (voix)
- 2008 : Alice & Huck : Alice
- 2009 : Frog : Elle-même
- 2009 : You : Quincey
- 2011 : Marilyn (en) : Marilyn

### Télévision

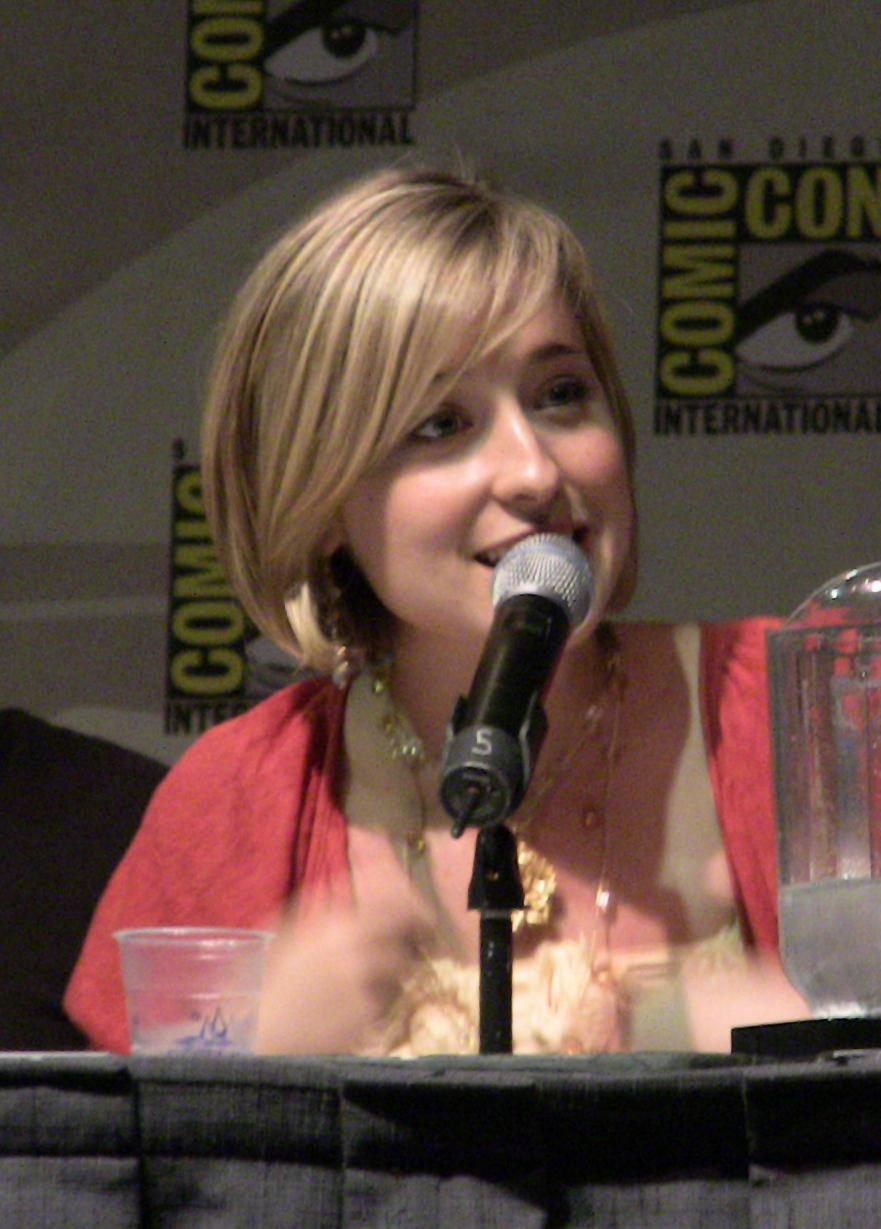
Allison Mack lors de la convention Comic-Con le 26 juillet 2009

- 1989 : I Know My First Name is Steven (Téléfilm) : Nettie
- 1990 : Shangri-La Plaza (Téléfilm) : Jenny, la fille d'Amy
- 1990 : La Maison en folie (Empty Nest) (Série télévisée) : Gloria
- 1991 : Confusion tragique (Switched at Birth) (Téléfilm) : Normia Twigg à 6 ans
- 1991 : The Perfect Bride (Téléfilm) : Little Stephanie
- 1991 : La Nuit du mensonge (Living a Lie) (Téléfilm) : Stella
- 1992 : Le Choix d'une mère (A Private Matter) (Téléfilm) : Terri Finkbine
- 1992 : A Message from Holly (Téléfilm) : Ida
- 1993 : Evening Shade (en) (Série télévisée) : Julia
- 1993 : La Justice du désespoir (A Mother's Revenge) (Téléfilm) : Wendy Sanders
- 1995 : Papa, l'ange et moi (Dad, the Angel & Me) (Téléfilm) : Andrea
- 1996 : Stolen Memories: Secrets from the Rose Garden (Téléfilm) : Katie
- 1996 : La Fragilité des roses (The Care and Handling of Roses) (Téléfilm) : Bess Townsend
- 1996 : Unlikely Angel (Téléfilm) : Sarah Bartilson
- 1997 : Hiller and Diller (en) (Série télévisée) : Brooke (Épisodes inconnus)
- 1998 : Sept à la maison (7th Heaven) (Série télévisée) : Nicole Jacob
- 1999 : Providence (Série télévisée) : Alicia
- 2000 : Opposite Sex (Série télévisée) : Kate Jacobs
- 2001 : Kate Brasher (en) (Série télévisée) : Georgia
- 2001 : My Horrible Year! (en) (Téléfilm) : Nicola 'Nik' Faulkner
- 2001 - 2011 : Smallville (Série télévisée) : Chloe Sullivan
- 2002 : Aux portes du cauchemar (The Nightmare Room) (Série télévisée) : Charlotte Scott
- 2006 : Batman (The Batman) (Série télévisée) : Clea (Voix)
- 2009 : Superman/Batman : Ennemis publics : Power Girl (Voix)
- 2011 : Riese: Kingdom Falling (Série télévisée) : Marlise
- 2012 : Wilfred (Série télévisée, 9 épisodes)
- 2015 : American Odyssey (Série télévisée, 4 épisodes)
- 2015 : The Following (Série télévisée, 1 épisode)
- 2017 : Lost in Oz (en) (Série télévisée, 1 épisode) : Evelyn

### Clip
- 2011 : Burning in the skies de Linkin Park : Brève apparition

## Distinctions
| Prix  | Prix              | Prix                                 | Prix       | Prix       |
| Année | Prix              | Catégorie                            | Travail    | Résultat   |
| ----- | ----------------- | ------------------------------------ | ---------- | ---------- |
| 2002  | Teen Choice Award | Meilleure Actrice dans une série     | Smallville | Lauréat    |
| 2003  | Teen Choice Award | Meilleure Actrice dans une série     | Smallville | Lauréat    |
| 2004  | Teen Choice Award | Meilleure Actrice dans une série     | Smallville | Nomination |
| 2005  | Teen Choice Award | Meilleure Actrice dans une série     | Smallville | Nomination |
| 2006  | Teen Choice Award | Meilleure Actrice dans une série     | Smallville | Lauréat    |
| 2006  | Saturn Award      | Meilleure Actrice dans une série     | Smallville | Nomination |
| 2007  | Teen Choice Award | Meilleure Actrice dans une série     | Smallville | Lauréat    |
| 2008  | SyFy Genre Award  | Meilleure Performance dans une série | Smallville | Lauréat    |
| 2009  | Teen Choice Award | Meilleure Actrice dans une série     | Smallville | Lauréat    |